# Brynica (Fluss)
Die Brynica [brɨˈɲit͡sa] (deutsch: Brinitz) ist ein rechter und zugleich der größte Nebenfluss der Schwarzen Przemsa in Polen.
Die Brynica entspringt bei dem Dorf Mysłów nahe Myszków in der Woiwodschaft Schlesien, vier Kilometer nordöstlich der Quelle der Malapane. Sie fließt zunächst nach Südwesten. Bei Świerklaniec (Neudeck) speist sie das Staubecken Kozłowa Góra und fließt an der Stadt Piekary Śląskie (Deutsch Piekar) vorbei, wo sie ihre Richtung nach Südost ändert. An ihrem weiteren Lauf liegen die Städte Wojkowice und Czeladź.

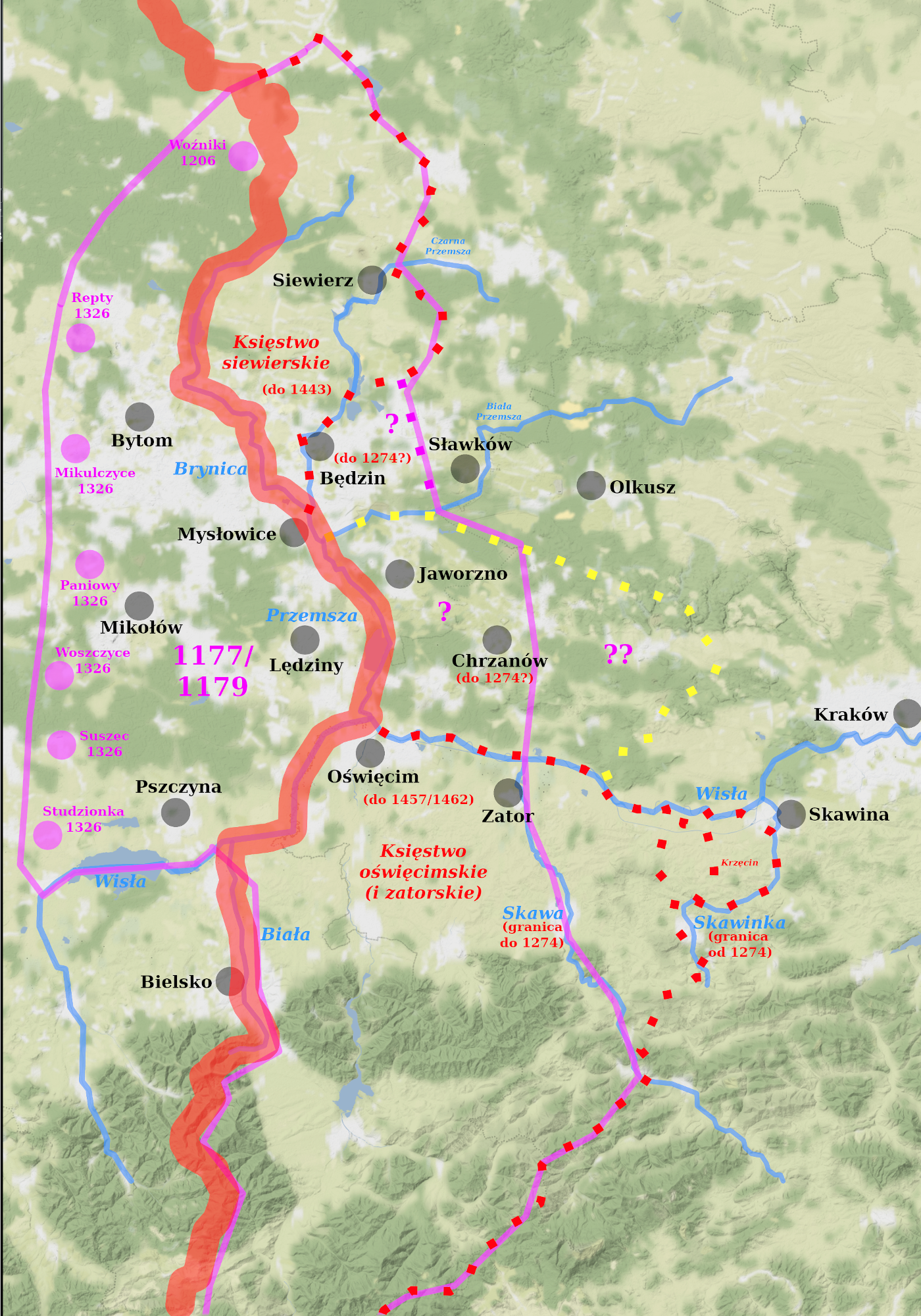
Brynica (oben zwischen Bytom und Siewierz), ab 1443 als neue schlesisch-kleinpolnische Grenze

Der Fluss wurde im Jahr 1443 zur neuen Grenze zwischen den historischen Regionen Schlesien und Kleinpolen, namentlich im Verkaufsdokument des Herzogtums Siewierz im Satz:

„In primis itaque fatemur et recognoscumus quod terra praedicta et ducatus Severiensis circa oppidum Mysłowice, ubi fluvius Brynnica intrat Przemszam, incipiens, vadit et currit circa fluvium praedictum Brynnica superius ascendendo fluvium praedictum Brynnica usque ad stratam publicam quae ducit in Cynkow, remittendo fluvium Brynnica a parte dextra in terra Severiensi (...)“

Schlesien war damals ein Teil des Königreichs Böhmen im Heiligen Römischen Reich, aber in der Zeit der Hussitenkriege wurden die Herzöge des Herzogtums Oppeln praktisch unabhängig, was von Polen strategisch ausgenutzt für Entfernung der Grenze von der Hauptstadt Krakau wurde. In der Zwischenkriegszeit war Brynica die Grenze zwischen der autonomen Woiwodschaft Schlesien und der Woiwodschaft Kielce. Zunächst wurde dieser Stand von Deutschen im Zweiten Weltkrieg durch Verschiebung der Grenze Ostoberschlesiens geändert und nach dem Krieg blieb das Dombrowaer Kohlebecken östlich der Brynica als das einzige nichtschlesische Gebiet innerhalb der schlesischen bzw. schlesischen-Dombrowaer Woiwodschaft.